# 吉元彩
吉元 彩（よしもと あや、5月6日 - ）は、日本プロ麻雀協会に所属する女性プロ雀士。福岡県出身。

## 人物
日本プロ麻雀協会第6期前期入会。
自らの麻雀スタイルを「多重人格者」と公言している。愛称は「卓上のフロンティア」。
憧れの麻雀士に日本プロ麻雀連盟の藤崎智をあげている。
調理系の専門学校を卒業しており、女流プロ雀士の料理対決「第2回クッキング女王決定戦」で二代目女王に輝いた。

## 獲得タイトル
- 第10回・第11回 麻雀さんクイーンカップ 優勝
- モンド21「女性雀士育成道場」優勝
- 萩原聖人presents　THE DIVA　LEAGUE 優勝
- 第1回 女性雀士育成道場優勝
- 第11期 女流雀王戦 4位
- 第1回 姫ロン杯チャンピオンシップ 優勝